# Повести и рассказы (Чехов)
«Повести и рассказы» — так озаглавлен сборник произведений А. П. Чехова, впервые изданный типографией И. Д. Сытина в 1894 году; второе издание сборника было осуществлено в 1898 году.

## История
Основу сборника составляют рассказы, написанные в 1892—1894 годах. Исключение составляет рассказ «Отец» 1887 года.

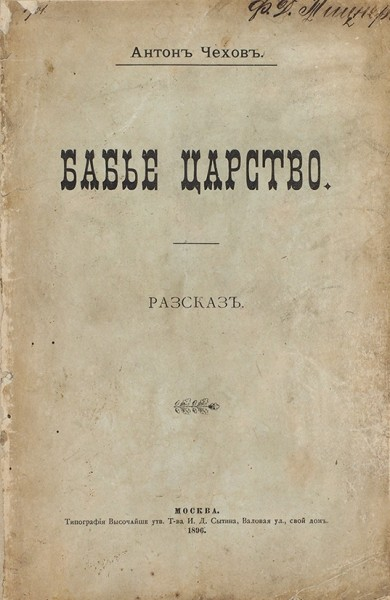
Обложка отдельного издания рассказа «Бабье царство», 1896.

Знакомство с И. Д. Сытиным у А. П. Чехова возникло в результате его работы с издательством «Посредник», печатавшим в то время книги в сытинской типографии. Договор об издании сборника был заключён 16 декабря 1893 года. По контракту кроме выпуска 10-тысячным тиражом (огромным по тем временам) сборника «Повести и рассказы» объёмом 12 листов предусматривались отдельные издания рассказов «Бабье царство» и «Чёрный монах». Однако «Чёрный монах» в виде отдельной брошюры опубликован так и не был.
1 сентября 1894 года Сытин писал Чехову: «У нас вышло только 9 лист. — вся книжка, а следовало 12. Я думаю, что Вы будете так добры, пришлете дополнительный рассказ, а иначе по цензурным условиям менее 10 листов мы не можем печатать без предварительной цензуры, благоволите пополнить». По-видимому, сборник был дополнен рассказом «Отец» и недавно опубликованным рассказом «В усадьбе». Корректуру сборника Чехов прочитал в октябре, в первых числах ноября началась печать тиража, а в конце декабря 1894 года Чехов получил авторские экземпляры.
В сентябре 1897 года начались переговоры о втором издании. Сытин писал, что планирует начать печатать тираж 5 тысяч экземпляров «около Нового года». Однако выход тиража был задержан, так как А. П. Чехов уехал за границу и не мог прочесть корректуру. В мае 1898 Сытин просил автора прислать для набора просмотренный экземпляр.

## Состав
| № (№) | Название                          | Первая публикация | Первая публикация                                                   | Первая публикация | Примечания |
| № (№) | Название                          | Год               | Издание                                                             | Подпись           | Примечания |
| ----- | --------------------------------- | ----------------- | ------------------------------------------------------------------- | ----------------- | --- |
| 1     | Бабье царство                     | 1894              | «Русская мысль», № 1,                                               | Антон Чехов       | При подготовке к печати в сборнике снят подзаголовок «Рассказ», кое-где изменена пунктуация, произведены сокращения. Во втором издании внесена незначительная правка. |
| 2     | Попрыгунья                        | 1892              | «Север», № 1, 5 января                                              | Антон Чехов       | При включении в сборник внесены небольшие изменения |
| 3     | Чёрный монах                      | 1894              | «Артист», № 1, 5 января                                             | Антон Чехов       | При подготовке сборника внесены небольшие стилистические изменения |
| 4     | В ссылке                          | 1892              | «Всемирная иллюстрация», № 20, 9 мая                                | Ант. П. Чехов     | Один из трёх рассказов, фабульно связанных с Сахалинским путешествием. Восходит к событиям в первом и втором очерках «Из Сибири». При подготовке к печати в сборнике исключён эпизод побега дочери. |
| 5     | Скрипка Ротшильда                 | 1894              | «Русские ведомости» № 37, 6 февраля                                 | Антон Чехов       | В Записной книжке есть эпизод под названием «Гроп для Ольги» (запись не позднее 14.01.1894). При подготовке сборника сделана вставка и переписана сцена изгнания Ротшильда. |
| 6     | Володя большой и Володя маленький | 1893              | «Русские ведомости», № 357, 28 декабря                              | Антон Чехов       | Редакция газеты самовольно сократила текст. При подготовке сборника внесено несколько исправлений, сокращений и дополнений, в том числе сцена катания монашенки на тройке. |
| 7     | Учитель словесности               | 1889, 1894        | «Новое время», № 4940, 28 ноября «Русские ведомости» № 188, 10 июля | Антон Чехов       | Первая часть, опубликованная в 1889 г. в «Новом времени», называлась «Обыватели» и была посвящена Н. Н. Об[олонско]му. Вторая часть опубликована пять лет спустя под новым названием, ставшим потом заглавием всего рассказа в целом. При публикации в сборнике снято посвящение, изменена фамилия отца героини с Шидловский на Шелестов, сокращена характеритистика Вари. |
| 8     | В усадьбе                         | 1894              | «Русские ведомости», № 237, 28 августа                              | Антон Чехов       | При подготовке сборника Чехов ввёл обращение Рашевича к Мейеру «Сударь мой», произвёл небольшие сокращения по всему тексту и удалил целый абзац (13 строк), объясняющий поведение Рашевича тем, что он считал, «что его мысли новы и оригинальны, и потому, что хотелось угодить и понравиться тому же Мейеру».                                                            |
| 9     | Отец                              | 1887              | «Петербургская газета», № 196, 20 июля                              | А. Чехонте        | При подготовке сборника были сделаны небольшие сокращения, сняты просторечья и искажённые слова в прямой речи, усилен комизм выскопарных высказываний старика Мусатова |
| 10    | Студент                           | 1894              | «Русские ведомости», № 104, 15 апреля                               | Антон Чехов       | При подготовке сборника в рассказ внесены три вставки: фразу, подчеркивающую ассоциативность восприятия героя; объяснение слёз Василисы и утверждение о непрерывности правды и красоты на земле. |
| 11    | Соседи                            | 1892              | «Книжки Недели», № 7                                                | Антон Чехов       | При подготовке сборника изменена трактовка — осуждаются не идеи Власича, а форма их выражения («хорошие, честные идеи <…> он умудряется выражать так, что они кажутся банальными и отсталыми»), ослаблено самоуничижение главного героя |

## Комментарии
1. ↑  В художественной прозе с сахалинским путешествием фабульно связаны лишь рассказы: "Гусев" (1890), "В ссылке" (1892) и "Убийство" (1895)"[4]